# Fonds national de gestion des risques en agriculture
Le Fonds national de gestion des risques en agriculture (FNGRA) a pour finalité de participer à l'indemnisation des  dommages liés à des aléas climatiques, sanitaires, phytosanitaires et environnementaux dans le secteur agricole. Créé en 2010 il a remplacé le  Fonds de gestion des calamités agricoles (FNGCA).

## Historique
Le régime de garantie contre les calamités agricoles est créé par une loi du 10 juillet 1964. Cette loi s'inscrit dans la continuité de la loi d'orientation agricole du 5 août 1960. La nécessité de ce texte est énoncée par les députés Kléber Loustau et Marcel Bousseau  "L' agriculteur n'ignore pas que cette fluctuation des rendements [agricoles] est dans l'ordre des choses. Il accepte un destin rendu souvent précaire par les caprices de la nature et les lois du marché . Mais il arrive cependant que les accidents naturels ont une gravité exceptionnelle et anéantissent parfois en quelques instants récolte, verger ou troupeau . En présence de ces risques qui ne peuvent plus être considérés comme  risques professionnels le paysan est désarmé et ne bénéficie pratiquement d 'aucune protection. Les risques, en l'espèce, ne peuvent être calculés, car ils sont, hélas ! imprévisibles. Contre l'eau. le gel, les glissements de terrain, l'inondation, la sécheresse, on ne lutte pas ; on ne peut que secourir les victimes".  Le Fonds national de garantie des calamités agricoles (FNGCA) est créé. Le régime institué connaît diverses évolutions. Il doit respecter les dispositions de la réglementation européenne qui en accepte l'existence dans son règlement du 25 juin 2014,  dit « règlement d’exemption ». 
La loi du 27 juillet 2010, de modernisation de l'agriculture et de la pêche remplace le Fonds  national de garantie des calamités agricole par le Fonds national des risques en agriculture car depuis 2005, les assureurs proposent, avec l’aide de l’État, de nouveaux contrats d’assurance récolte, multirisques climatiques et multi-produits, susceptibles de constituer une alternative à l’indemnisation publique. Après La loi d’orientation agricole du 5 janvier 2006 est créé un Comité national de l’assurance en agriculture qui modifie  les modalités de fonctionnement du fonds national de gestion des calamités agricoles. C'est ainsi que, dans une  nouvelle architecture de la gestion des risques en agriculture, le système privé de couverture des risques, dont le développement est soutenu par l’État et par l’Union européenne, est complété par les interventions de fonds public, pour les risques non assurables.

## Organisation du fonds et risques couverts
Le fonds  désormais ne vise pas seulement les calamités agricoles, il vise  l’ensemble des aléas susceptibles d’affecter le secteur agricole. Il est divisé en trois sections :
- Financement de l’indemnisation des pertes économiques liées à l’apparition d’un foyer de maladie animale ou végétale ou d’un incident environnemental. On entend par événements environnementaux « un épisode spécifique de pollution, contamination ou dégradation de la qualité de l’environnement lié à un événement donné, tel que les changements climatiques ou les pluies acides » (règlement CE n°73/2009). Pour les maladies animales, la liste des maladies prises en compte figure sur la liste établie par l’organisation mondiale pour la santé animale  et à l’annexe de la décision n°90/424/CEE[5].
- Financement des aides au développement de l’assurance contre les dommages causés aux exploitations agricoles. Il s'agit d'une prise en charge d'une partie des cotisations d'assurance afférentes à certains risques agricoles de façon forfaitaire et variable suivant l'importance du risque et la nature des productions[6].
- Indemnisation des calamités agricoles. Le fonds intervient pour les récoltes non engrangées et les cultures non assurables, ou non exclues du Fonds, y compris les cultures sous serre, les animaux en plein air, les sols, Les pertes de récoltes pour pouvoir être indemnisées,  doivent atteindre deux seuils : un taux de perte physique de 30% de la production annuelle (ou 42% pour les productions végétales bénéficiant d’une aide couplée de la politique agricole commune (PAC)) par rapport au rendement théorique de l’ensemble des cultures composant cette production ; un montant des dommages dépassant 13% du produit brut théorique de l’exploitation, aides de PAC comprises[7].

## Financement
Les ressources du fonds sont  constituées par : 
- une contribution additionnelle prélevée sur les cotisations d'assurance couvrant à titre exclusif ou principal, d'une part les dommages relatifs aux bâtiments et au cheptel mort affectés aux exploitations agricoles et d'autre part, les risques de RC et de dommages relatifs aux véhicules utilitaires affectés aux exploitations agricoles ;
- une contribution additionnelle particulière applicable aux exploitations conchylicoles ;
- une subvention inscrite au budget de l'Etat.

## Gestion
La Caisse centrale de réassurance (CCR) est l’organisme chargé de la gestion comptable et financière du FNGRA. À ce titre elle est l’instance où sont placés les avoirs disponibles du fonds. Elle procède au virement des sommes correspondant aux arrêtés d’indemnisation relatifs aux calamités agricoles au contrôleur budgétaire et comptable placé auprès du ministre chargé de l’économie. La mise à disposition des crédits nécessaires à la couverture des frais d’instruction et de contrôle des dossiers  implique la nomination, dans chaque département concerné, d’un comptable secondaire délégué de la CCR, gestionnaire du Fonds. . Le délégué départemental est responsable de la gestion des moyens du FNGRA dans le département.
L'exploitant agricole qui a subi un préjudice doit suivre une procédure afin d'être indemnisé.